# Al Battani
Abū ʿAbd Allāh Muḥammad ibn Jābir ibn Sinān al-Raqqī al-Ḥarrānī al-Ṣābiʾ al-Battānī (Arabic: محمد بن جابر بن سنان البتاني) (được La tinh hóa là Albategnius, Albategni hay Albatenius) (sinh 850(858) tại Harran – mất 923(929) tại Qasr al-Jiss, gần Samarra) là nhà toán học, nhà thiên văn học và nhà địa lý học người Ả Rập. Ông là một trong những nhà khoa học lớn của thời kỳ khoa học Hồi giáo. Ông được cho là một trong những nhà thiên văn học đã có ảnh hưởng lớn tới Nicolaus Copernicus, một trong những nhà thiên văn học vĩ đại nhất mọi thời đại. Về toán học, ông là một trong những nhà khoa học có công trong việc hình thành và phát triển khái niệm sin nhờ việc diễn dịch, phiên âm và thay đổi từ "jiva" (tiếng Ấn Độ có nghĩa là dây cung) thành từ sinus.